# Somatina centrofasciaria
Somatina centrofasciaria är en fjärilsart som beskrevs av John Henry Leech 1897. Somatina centrofasciaria ingår i släktet Somatina och familjen mätare. Inga underarter finns listade i Catalogue of Life.